# Азаров, Владимир Николаевич (партийный деятель)
Владимир Николаевич Азаров (28 апреля 1925, поселок Верхнее Лисичанского района, теперь в составе города Лисичанска Луганской области — 11 августа 2012, город Москва) — советский партийный деятель, химик. Депутат Верховного Совета УССР 6-8-го созывов. Кандидат в члены ЦК КПУ в 1966—1976 г.

## Биография
Родился в семье рабочего. В 1942 году окончил среднюю школу.
Трудовую деятельность начал в 1942 году электрослесарем 3-го разряда по ремонту танков Т-34 3-й танковой бригады.
В 1943—1945 годах — в Красной армии, участник Великой Отечественной войны. Служил командиром взвода противотанковых винтовок 1006-го стрелкового полка 266-й стрелковой дивизии Юго-Западного и 4-го Украинского фронтов.
В 1945—1949 годах — студент Рубежанского химико-технологического института Ворошиловградской области. В 1949—1951 годах — студент Харьковского политехнического института имени Ленина.
Член ВКП(б) с 1951 года.
В 1951—1954 годах — мастер, механик, начальник компрессорного цеха, старший механик содового производства Донецкого содового завода имени Ленина («Донсода») в городе Верхнем Ворошиловградской области. В 1954—1957 годах — секретарь партийного комитета Донецкого содового завода имени Ленина («Донсода») Ворошиловградской области.
В 1957—1958 годах — 2-й секретарь Лисичанского городского комитета КПУ Ворошиловградской области.
В 1958—1962 годах — 1-й секретарь Лисичанского городского комитета КПУ Луганской области.
В 1962 — январе 1963 года — 1-й секретарь Северодонецкого городского комитета КПУ Луганской области.
В январе 1963 — декабре 1964 г.  — 2-й секретарь Луганского промышленного областного комитета КПУ.
В декабре 1964 — 25 июля 1972 года — 2-й секретарь Луганского областного комитета КПУ.
Работал на ответственной работе в Министерстве химической промышленности СССР. В 1980—1987 г.  — начальник Управления оборудования Министерства химической промышленности СССР.
С 1987 года на пенсии. Умер 11 августа 2012 года, похоронен в Москве.

## Награды
- орден Октябрьской Революции
- орден Трудового Красного Знамени
- орден Красной Звезды (10.06.1945)
- орден Отечественной войны II степени
- медали
- заслуженный химик РСФСР